# Doňov
Doňov (německy Donow) je obec v okrese Jindřichův Hradec v Jihočeském kraji. Žije v ní 74 obyvatel. Leží šest kilometrů jihozápadně od Veselí nad Lužnicí a devatenáct kilometrů jihovýchodně od Jindřichova Hradce.

## Historie
První písemná zmínka o vesnici pochází z roku 1397.

## Obyvatelstvo
| Rok            | 1869 | 1880 | 1890 | 1900 | 1910 | 1921 | 1930 | 1950 | 1961 | 1970 | 1980 | 1991 | 2001 | 2011 | 2021 |
| -------------- | ---- | ---- | ---- | ---- | ---- | ---- | ---- | ---- | ---- | ---- | ---- | ---- | ---- | ---- | ---- |
| Počet obyvatel | 239  | 251  | 245  | 210  | 210  | 208  | 192  | 140  | 138  | 125  | 104  | 86   | 90   | 79   | 85   |
| Počet domů     | 31   | 35   | 34   | 36   | 36   | 36   | 36   | 39   | 35   | 32   | 29   | 37   | 39   | 43   | 38   |

## Obecní správa
Mezi lety 1850–1974 byl Doňov obcí v okrese Třeboň (1850–1930), posléze v okrese Soběslav (1950) a později v okrese Jindřichův Hradec. Od 1. července 1974 do 29. dubna 1976 patřil jako část obce k Pleším. Od 30. dubna 1976 do 30. června 1990 patřil jako část města ke Kardašově Řečici a od 1. července 1990 je opět samostatnou obcí. V letech 1850–1877 k obci patřil Řípec.

### Obecní symboly
Znak a vlajka byly obci uděleny rozhodnutím předsedkyně Poslanecké sněmovny Parlamentu České republiky dne 25. listopadu 2011.

## Doprava
Doňovem vede silnice I/23. Vesnice má svou stanici Doňov na železniční trati Havlíčkův Brod – Veselí nad Lužnicí, která se nachází na jižním okraji Záhoří.

## Pamětihodnosti
- Kaple Panny Marie na návsi
- Boží muka směr Soběslav
- Boží muka směr Lžín

## Osobnosti
- František Jech (1884–1960), pedagog, historik a muzejník

## Galerie

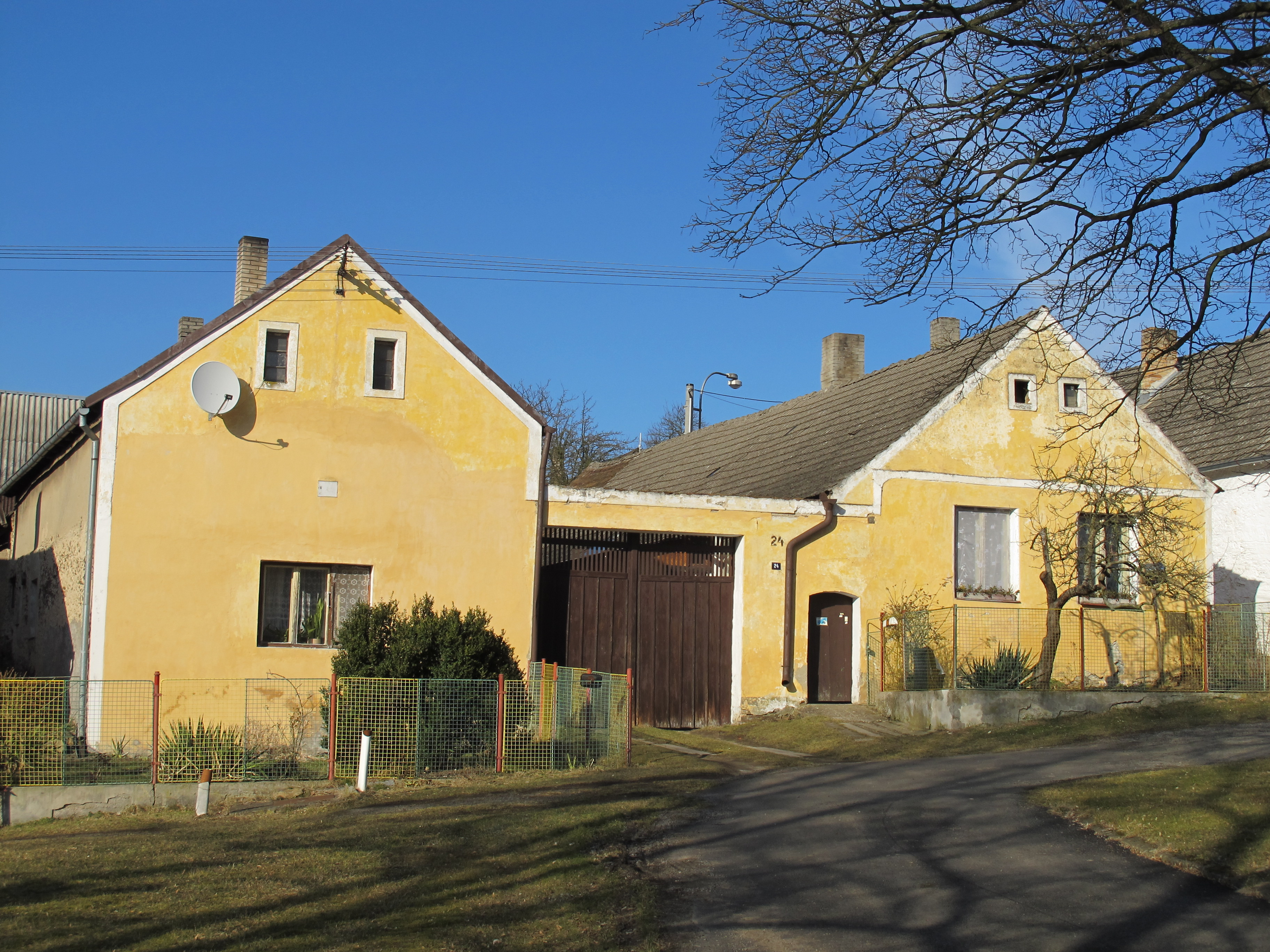
Dům čp. 24
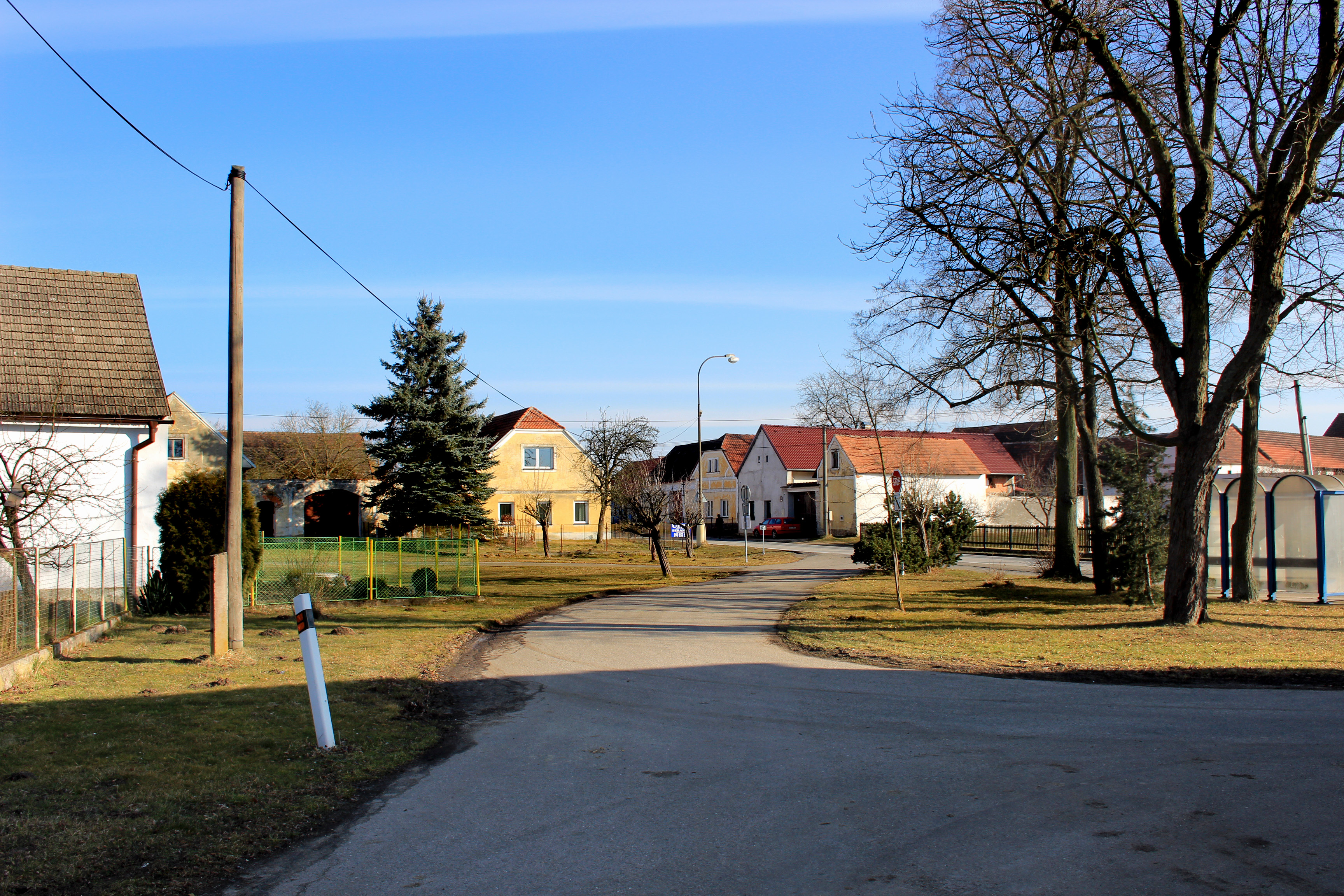
Náves
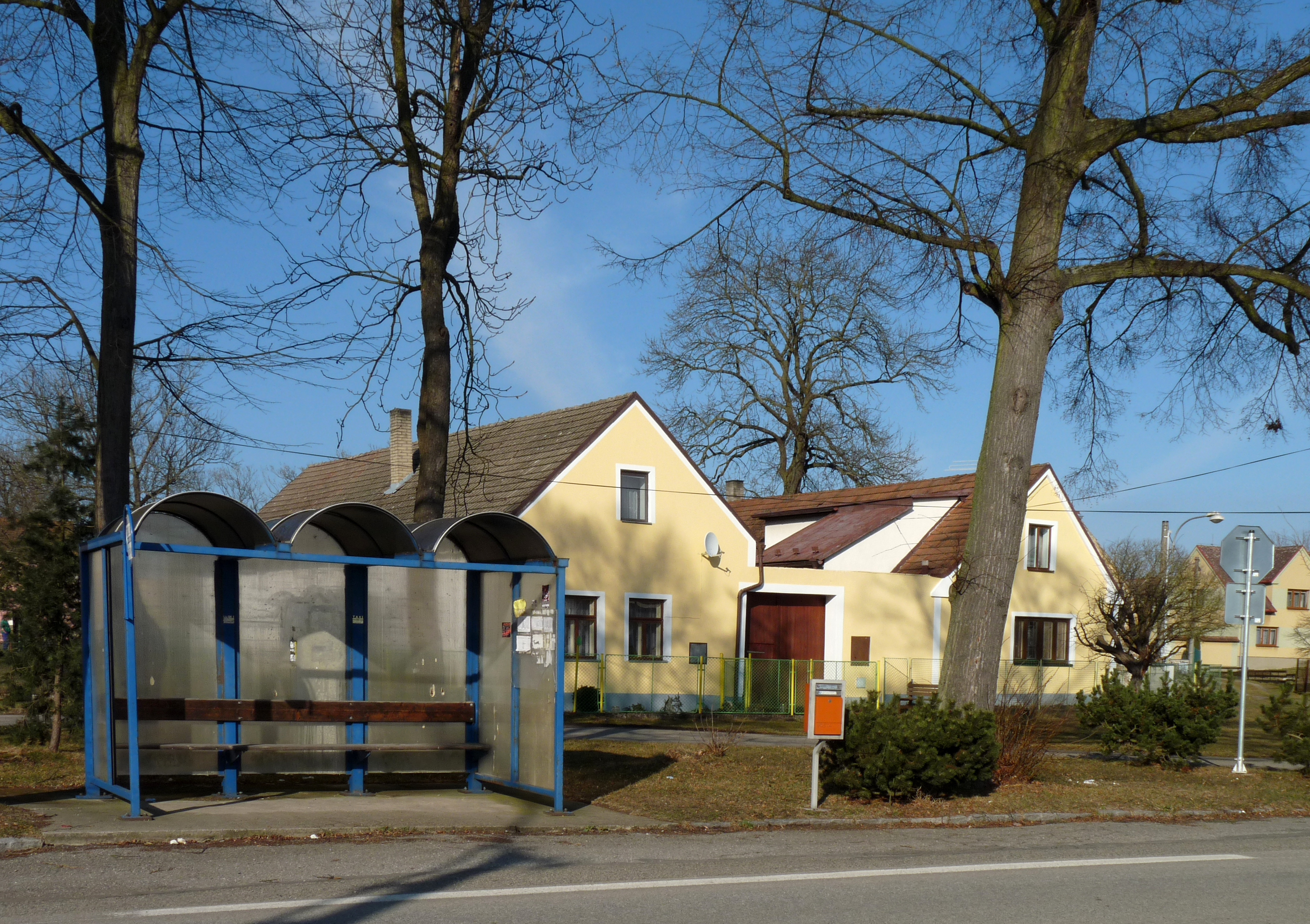
Zastávka